# ワンス・アポン・ア・タイム・イン・上海
『ワンス・アポン・ア・タイム・イン・上海』（-しゃんはい、原題：羅曼蒂克消亡史）は、2016年の中国映画。1937年の上海を舞台としたクライムサスペンス。主演はグォ・ヨウ、チャン・ツィイー、浅野忠信の3人。
第31回中国金鶏奨最優秀美術賞、第14回中国長春映画祭最優秀若手女優賞、第9回マカオ国際映画祭最優秀男優賞、最優秀女優賞、最優秀新人賞、第8回中国映画監督協会年度監督賞受賞。
日本ではシネマート新宿・シネマート心斎橋の『のむコレ’21』で上映。

## キャスト
- ルー（陸）：グォ・ヨウ
- シャオ・リュー（小六）：チャン・ツィイー
- ワタベ（渡部）：浅野忠信
- 殺し屋（車夫）：ドゥ・チュン
- シャオウー（小五）：ジリアン・チョン
- チョウ（趙）：ハン・グン
- ウー（呉）：ユアン・チュアン
- ワン家政婦（王媽）：ヤン・ニー
- ワン会長（王老板）：ニー・ダーホン
- チョウ（周）：チャオ・バオガン
- ワタベの妻：松峰莉璃
- ：フォ・シーイェン
- ：ドゥー・ジアン
- ：ワン・チュエンジュン
- ダンス講師：ウォレス・チョン
- チャン（張）：マー・シャオウェイ

## スタッフ
- 監督・原作・脚本：チェン・アル
- 製作総指揮：ワン・チョンジュン
- 製作：アルバート・リー
- プロデューサー：ジェリー・イエ
- 撮影：トー・ジエ
- 特殊効果：ワン・シャオウェイ
- 音楽：梅林茂
- 美術：ハン・チョン